# 1971 na arte

## Nascimentos
| Data           | Nome            | Profissão         | Nacionalidade | Observações | Ref   |
| -------------- | --------------- | ----------------- | ------------- | ----------- | ----- |
| 15 de setembro | Patrícia Barbas | arquitecta        | Portugal      |             | [ 1 ] |
| ??             | Ahmed Al Safi   | pintor e escultor | Iraque        |             |       |

## Mortes
| Data           | Nome                | Profissão                | Nacionalidade                              | Observações | Ref |
| -------------- | ------------------- | ------------------------ | ------------------------------------------ | ----------- | --- |
| 2 de Janeiro   | Genaro de Carvalho  | pintor e tapeceiro       | Brasil                                     | n. 1926     |     |
| 14 de Janeiro  | José Campas         | pintor e professor       | Portugal                                   | n. 1888     |     |
| 16 de Agosto   | Mário Zanini        | pintor                   | Brasil                                     | n. 1907     |     |
| 11 de outubro  | Carlos Carneiro     | pintor                   | Reino Unido de Portugal, Brasil e Algarves | n. 1900     |     |
| 18 de Dezembro | Abelardo Rodrigues  | advogado, poeta e pintor | Brasil                                     | n. 1908     |     |
| ??             | Samson Flexor       | pintor                   | Roménia                                    | n. 1907     |     |
| ??             | Jorge Barradas      | pintor e desenhador      | Portugal                                   | n. 1894     |     |
| ??             | Guido Viaro         | pintor e professor       | Itália                                     | n. 1897     |     |
| ??             | Carlos Oswald       | artista plástico         | Itália / Brasil                            | n. 1882     |     |
| ??             | José Maria Sá Lemos | escultor e professor     | Portugal                                   | n. 1892     |     |
| ??             | Guilherme Filipe    | pintor                   | Reino Unido de Portugal, Brasil e Algarves | n. 1897     |     |

## Prémios
- Prémio Valmor e Municipal de Arquitectura 1971 - Nuno Teotónio Pereira e João Braula Reis.[2]